# LCD Soundsystem
LCD Soundsystem là một ban nhạc rock người Mỹ đến từ Brooklyn, New York, thành lập năm 2002. Ban nhạc được gây dựng bởi James Murphy, nhà đồng sáng lập DFA và Columbia Records. Ban nhạc bắt đầu thu âm và phát hành nhiều đĩa đơn từ 2002 đến 2004, dẫn đến việc thai nghén album đầu tay mang tên nhóm, LCD Soundsystem phát hành năm 2005. Album nhận được sự đón nhận tích cực và giành một đề cử giải Grammy cho Album nhạc điện tử/dance xuất sắc nhất. Đĩa đơn "Daft Punk Is Playing at My House" trở thành đĩa đơn thành công nhất của nhóm và nhận một đề cử Grammy cho Thu âm nhạc dance xuất sắc nhất.
Sau một loạt những tin đồn về việc ban nhạc sắp tái hợp, LCD Soundsystem đã phát hành đĩa đơn "Christmas Will Break Your Heart" vào tháng 12 năm 2015, đánh dấu đĩa đơn đầu tiên của nhóm sau 5 năm tan rã. LCD Soundsystem sau đó cũng xác nhận sự tái hợp của nhóm và công bố một tour mở rộng, gồm cả những lần xuất hiện của họ tại một số lễ hội âm nhạc nổi tiếng, cũng như album phòng thu mới. Album phòng thu thứ tư, American Dream được phát hành vào tháng 2 năm 2017. Album đã giành một đề cử cho Album nhạc alternative xuất sắc nhất tại lễ trao giải Grammy lần thứ 60, trong khi đĩa đơn "Tonite" đoạt giải Thu âm nhạc dance xuất sắc nhất.

## Thành viên
Hiện tại
- James Murphy – hát, synths, guitar, bass, trống, nhạc cụ, trống máy, sản xuất
- Pat Mahoney – trống, nhạc cụ, trống máy, claps, synths, vocals
- Nancy Whang – hát, keyboards, synths
- Tyler Pope – bass, guitar, synths, claps, trống máy
- Al Doyle – guitar, nhạc cụ, synths, bass
- Gavin Rayna Russom – synths, hát
- Matt Thornley – guitar, nhạc cụ, piano, synth, trống máy
- Korey Richey – nhạc cụ, synths, piano, hát

Lưu diễn
- David Scott Stone – guitar, nhạc cụ, synths, hát
- Phil Skarich – bass
- Phil Mossman – guitar, nhạc cụ
- Jerry Fuchs – trống, nhạc cụ (đã qua đời)[11]
- J. D. Mark – guitar (đã qua đời)[12]

## Đĩa nhạc
- LCD Soundsystem (2005)
- Sound of Silver (2007)
- This Is Happening (2010)
- American Dream (2017)